# Serie C2 2002/2003
Soutěžní ročník Serie C2 2002/03 byl 25. ročník čtvrté nejvyšší italské fotbalové ligy. Soutěž začala 1. září 2002 a skončila 15. června 2003. Účastnilo se jí celkem 54 týmů rozdělené do tří skupin po 18 klubech. Z každé skupiny postoupil vítěz přímo do třetí ligy, druhý postupující se probojoval přes play off. Klub US Catanzaro postoupilo díky postupu Florentia Viola do druhé ligy
Kluby které měly sestoupit (Castel di Sangro Calcio, US Sassuolo Calcio, Gela J.T. a AS Lodigiani) nakonec zůstaly v soutěži i v příští sezoně.